# Roman Konečný
Roman Konečný (Holíč, 23 luglio 1983) è un calciatore slovacco, difensore dell'Iskra Holíč.

## Palmarès

### Club

#### Competizioni nazionali
- Supercoppa di Slovacchia: 1

Artmedia Bratislava: 2005